# Bremner-Gletscher
Der Bremner-Gletscher ist ein Gletscher in den Chugach Mountains in Südzentral-Alaska.
Der Gletscher besitzt drei Gletscherzungen. Sein Nährgebiet liegt auf einer Höhe von 2200 m an der Nordflanke des Mount Hawkins, einem östlichen Nebengipfel des Mount Tom White. Er strömt anfangs 16 km in nordöstlicher Richtung. Er vereinigt sich anschließend mit zwei von rechts heranströmenden Tributärgletschern und wendet sich nach Norden. Er strömt nun 21 km in nördlicher Richtung. Die Middle-Fork-Gletscherzunge zweigt nach 9 km nach Westen ab. Nach weiteren 12 km spaltet sich der Hauptgletscher in die North-Fork-Gletscherzunge, die nach Westen gerichtet ist, sowie in die Tana-Gletscherzunge, die nach Osten strömt, auf. Der Hauptgletscher besitzt eine mittlere Breite von 2,5 km. Die drei Gletscherzungen sind im Rückzug begriffen.

## Gletscherzungen
Die Middle-Fork-Gletscherzunge ist 12,3 km lang. Sie besitzt eine mittlere Breite von 2,8 km und endet auf einer Höhe von ungefähr 700 m. Der Middle Fork Bremner River entwässert den Gletscher.
Die North-Fork-Gletscherzunge ist 8,6 km lang und 2 km breit. Sie endet auf einer Höhe von 550 m und speist den North Fork Bremner River.
Die Tana-Gletscherzunge ist lediglich 4,6 km lang und maximal 2,1 km breit. Sie ist nach Osten gerichtet und bildet den Ursprung des West Fork Tana River. Die Gletscherzunge endet auf einer Höhe von 550 m.